# Severino Vieira
Severino dos Santos Vieira (Ribeira do Conde, 8 de junho de 1849 – Salvador, 23 de setembro de 1917) foi um político brasileiro. Foi senador da República e presidente do estado da Bahia.

## Família e formação
Severino dos Santos Vieira nasceu em 8 de junho de 1849, na Vila de Ribeira do Conde, filho de Antônio dos Santos Vieira e de Maria das Virgens. Estudou no Colégio São João, em Salvador, no atual edifício do Museu de Arte da Bahia. Em 1870, ingressou na Faculdade de Direito de Recife, pedindo transferência para a Faculdade de Direito de São Paulo, onde concluiu os estudos em 1874.

## Carreira no Império
Em 1875, foi nomeado promotor público de sua cidade natal e, no mesmo ano, juiz municipal. Passou a exercer advocacia a partir de 1879, filiando-se ao Partido Conservador em 1881, quando disputou as eleições provinciais. Elegeu-se deputado provincial para as legislaturas 1882-1884 e 1885-1887.

## Carreira na República

### Deputado Federal
Com a Proclamação da República, em 1889, elegeu-se deputado constituinte, 21ª Legislatura (1890-1891). Todavia, só exerceu a 22ª Legislatura, a ordinária, de 1891 a 1893. No último ano, ingressou no Partido Republicano Federal, de Francisco Glicério, participando da cerimônia de fundação. Mais tarde, ingressou, ao lado de Augusto Álvares Guimarães, rico comerciante, Luís Viana, então senador estadual baiano, e Sátiro de Oliveira Dias, então deputado estadual baiano, no diretório partidário.

### Senador Federal
Abrindo mão da Câmara, elegeu-se senador pela Bahia para a 23ª Legislatura, de 1894 a 1896. Durante seus tempos de congressista, apoiou o governo do marechal Floriano Peixoto (1891-1894), e de Prudente de Morais (1894-1898), assim como seus partidários. Elegeu-se, ainda, para a 24ª Legislatura, de 1897 a 1899, renunciando em 1898 em decorrência da posse de Campos Sales e de ter sido escolhido para o Ministério da Indústria, Viação e Obras Públicas.

### Ministro da Indústria, Viação e Obras Públicas
Na posição de ministro, atingiu grande prestígio na política nacional, principalmente em seu estado. Tornou-se próximo de Campos Sales e empenhou-se numa candidatura do então presidente de São Paulo Rodrigues Alves, do Partido Republicano Paulista, apoiando-o como sucessor. Acabou por convencer o presidente da República, que desistiu de apoiar Quintino Bocaiuva, então presidente do Rio de Janeiro.

### Presidente da Bahia
Em 1900, renunciou ao ministério para assumir a presidência baiana. No governo, não pôde realizar grandes obras, por conta da severa crise financeira que assolava o estado, mas conseguiu dar continuidade à construção do Porto de Salvador. Adotou, também, políticas higienistas, temendo a peste bubônica, ampliando serviços de desinfecção e incentivando pesquisas. Chegou a enviar o cientista Gonçalo Moniz para o Distrito Federal, onde se encontrara com o renomado médico Oswaldo Cruz.
Comprou o jornal Diário da Bahia, do qual foi jornalista e redator-chefe. Em 1901, fundou o Partido Republicano Baiano, fruto da cisão do PR entre vianistas, aliados de Luís Viana, e severinistas, aliados de Severino Vieira.
Inicialmente ligado ao grupo de Luiz Viana, como ele oriundo do Partido Conservador do Império, por disputas internas do grupo, durante a República, dele torna-se adversário, junto ao Barão de Jeremoabo, razão pela qual pautou sua administração por desfazer muitas das obras realizadas por seus predecessores, Viana e Rodrigues Lima.
Teve como secretários Asclepíades Jambeiro, Secretário de Polícia, e José de Souza Leite, Secretário da Fazenda. Terminou seu governo em 1904.

### Retorno ao Senado Federal
Com o falecimento do senador baiano Artur César Rios, elegeu-se senador em seu lugar, para completar a 27ª Legislatura, de 1906 a 1908. No exercício dessa, integrou a Comissão de Finanças e a Comissão de Instrução Pública. Mesmo no Senado, continuou exercendo grande poder na Bahia, pois elegera seu aliado José Marcelino de Sousa para o governo. Esse, porém, veio a romper com Severino, na chamada Grande Cisma de 1907, por não mais aceitar ser um "governador governado". A cisma dividiu o PRB entre severinistas e marcelinistas, influenciando nas eleições estaduais. Por meio de seu jornal, defendeu sua vertente e criticou severamente os marcelinistas.
Reelegeu-se para a 28ª Legislatura, de 1909 a 1911. No exercício dessa, apoiou a candidatura militarista do marechal Hermes da Fonseca, assim como seu antigo rival J. J. Seabra, então deputado pela Bahia. Por outro lado, os marcelinistas apoiaram a campanha civilista, de Ruy Barbosa.
Permaneceu no Senado durante as 30ª e 31ª legislaturas, a primeira de 1912 a 1914 e a segunda de 1915 a 1917, renunciando durante o exercício da última, em 1915. Faleceu em 23 de setembro de 1917, em Salvador, vítima de hemorragia cerebral. Deixou dois filhos vivos, Isabel Vieira e Carlos Vieira. Teve, também, como filha, Felícia Vieira Nogueira, que falecera antes do pai e lhe deixara três netos.

## Legado
Enterrado com honrarias de chefe de Estado, nomeia diversos logradouros, entre eles a Rua Governador Severino Vieira, em Teixeira de Freitas, outra de mesmo nome em Pilão Arcado, além da Rua Severino Vieira, no bairro do Jardim Sulacap, no Rio de Janeiro.